# 藤田大誠
藤田 大誠（ふじた ひろまさ、男性、1974年 - ）は、日本の神道学者。國學院大學教授。
専門は近代神道史、国学、日本教育史、体育、スポーツ史専攻。

## 来歴
富山県生まれ、大阪府育ち。
平成9年、國學院大學法学部法律学科卒業。國學院大學大学院にて阪本是丸に学び、同文学研究科神道学博士課程後期修了。
2007年、『近代国学の研究』で神道学博士の学位を取得。
現在、國學院大學人間開発学部健康体育学科教授。和道流空手の有段者。

## 著書
- 藤田大誠 -『国家神道と国体論』弘文堂〈久伊豆神社小教院叢書〉、2019年9月30日。